# Теодорус ван Гог
Теодорус ван Гог (нід. Theodorus van Gogh, 1 травня 1857, Грот-Зюндер — 25 січня 1891, Утрехт) — голландський торговець картинами, молодший брат художника Вінсента ван Гога. Завдяки постійній фінансовій допомозі брата, Вінсент ван Гог зміг повністю присвятити себе живопису.

## Біографія
Теодорус ван Гог, більш відомий, як Тео, народився в Грот-Зюндерті, у провінції Брабант в Нідерландах. Батьки Тео: приходський священик Теодорус ван Гог і Анна Корнелія Карбентус.

### Робота
Завдяки родинним зв'язкам і Вінсент і Тео працювали на паризьку артдилерську компанію «Гупіль і Сі». Першим почав працювати Вінсент, провівши декілька років в офісі в Гаазі. Тео приступив до роботи в Брюсселі 1 січня 1873 року і був наймолодшим співробітником фірми. Після переведення Вінсента до Лондона, Тео перейшов на його місце в Гаагу, де швидко розвинувся, ставши успішним артдилером. До 1884 року його було переведено до головного офісу у Парижі. Починаючи із зими 1880—1881 року, Тео посилав своєму братові приладдя для малювання та гроші.

### Особисте життя
У Парижі Тео познайомився з Андрі Бонжером і його сестрою Йоганною, на якій одружився у Амстердамі 17 квітня 1889 року. Вони жили в Парижі, коли 31 січня 1890 року народився їх син Вінсент Віллем. 8 червня сім'я відвідала Вінсента, який жив у містечку Овер-сюр-Уаз неподалік від Парижа.

### Хвороба і смерть
27 липня 1890 року Вінсент застрелився в Овер-сюр-Уаз.  Відмовляючись від будь-якої медичної допомоги, Вінсент помер через два дні після того, як вистрілив собі в серце. Тео був з ним. Наступного дня він написав про це матері і сім'ї та поїхав до Голландії.
30 липня 1890 року Тео впав у глибоку депресію, з'явилися ознаки серйозного душевного розладу. У вересні того ж року Тео намагався умовити галерею Дюранд-Ройяль зробити меморіальну ретроспективу робіт Вінсента, але безуспішно. У Парижі, за допомогою Еміля Бернарда, Тео зробив у своїй колишній квартирі (сам він переїхав в сусідню) посмертну виставку.

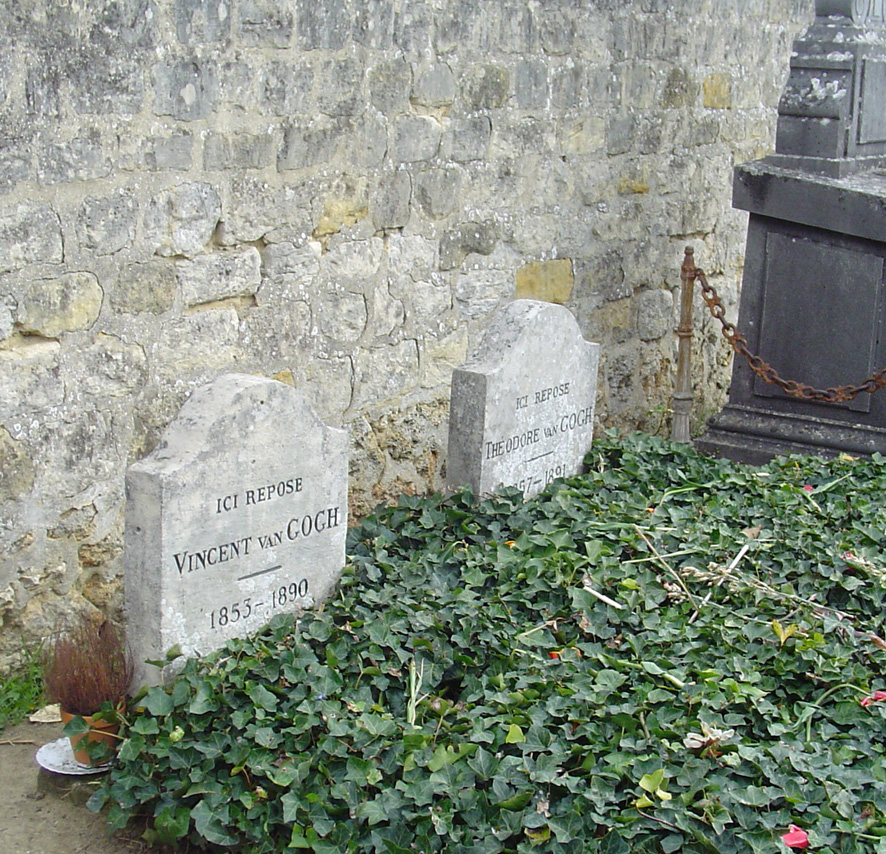
Могили Вінсента та Тео ван Гога на цвинтарі Овер-сюр-Уаз

У жовтні, на прохання Андрі Бонжера, Тео погодився лягти у божевільню Етуаля, де йому поставили діагноз «гостра маніакальна збудливість з манією величі і прогресуючий загальний параліч». За запитом дружини, у листопаді 1890-го його було переведено до «Медичного інституту психічнохворих» в Утрехті, Нідерланди. Тут він помер через два місяці у віці 33 років від ускладнень останньої стадії сифіліса, і був похований у Eerste Algemene Begraafplaats Soestbergen.
Через двадцять п'ять років останки Тео ван Гога були перевезені до Франції, і 8 квітня 1914 року обидва брати перезаховані поруч на кладовищі Овер-сюр-Уаз.

## Брати
Тео захоплювався старшим братом усе своє життя. Але спілкуватися з ним було важким ще до обрання свого покликання бути художником. Спілкування між двома братами страждало від розбіжності поглядів на норми життя, і поза сумнівом, тільки завдяки Тео контакт зберігався, оскільки той постійно писав листи.
Спочатку Тео робив вигляд, що гроші Вінсенту приходять від батька, а не від нього. Він не хотів засмучувати брата. Правда, незабаром Вінсент дізнався, від кого приходять гроші, і подякував братові. Усе життя він мучився від цієї залежності, виправдовуючи себе тим, що Тео ніби бере участь у створенні картин і що потім вони поділять гроші від продажу картин.
Тео допомагав художникам-імпресіоністам, таким як Клод Моне і Едгар Дега, стати відомішими, умовляючи своїх працедавців «Гупіль і Компанія» виставляти і купувати їх роботи. Проте він не зміг пробитися крізь погляди начальства на живопис так і не продавши жодної картини Вінсента.
У 1886 році Тео запросив Вінсента пожити разом з ним. У березні вони почали жити разом у квартирі Тео на Монмартрі. Тео познайомив свого брата з такими художниками, як Поль Гоген, Поль Сезанн, Анрі Тулуз-Лотрек, Анрі Руссо, Каміль Піссарро та Жорж Сера. У 1888-му Тео умовив Гогена приєднатися до Вінсента, який тоді вже поїхав в Арль.

## Листування
Листування між братами почалося після візиту Тео до Вінсента в Гаагу, де останній працював вже близько трьох років. Коли це сталося, Вінсенту було 19 років, а Тео 15. Вона тривала майже 18 років — з 1872 по 1890 рр. Збереглося всього 36 листів, написаних Тео Вінсенту. Але сам Тео дбайливо ставився до листів старшого брата, завдяки чому зберігся 661 лист Вінсента.
Спочатку листи були прості та лаконічні. Вінсент дає повчання своєму братові, радить не палити трубку і зайнятися вивченням творчості різних письменників і художників. Потім Вінсент починає посилати нариси олівцем, на яких зображував повсякденне життя селян. З часом листи стають серйознішими і змістовнішими, Вінсент відверто розповідає про свої погляди на життя і мистецтво. Останній незавершений лист до Тео було знайдено у кишені Вінсента, коли той застрелився.

## Образ у мистецтві
У 1990 році режисер Роберт Олтмен створив художній фільм «Вінсент і Тео» про взаємини братів Вінсента та Тео ван Гогів, де роль Теодоруса зіграв актор Пол Ріс. Образ Тео ван Гога відтворено також у фільмах «Жага життя» (1956, актор Джеймс Дональд), «Ван Гог» (1990, актор Бернар Ле Кок) та «Ван Гог. На порозі вічності» (2018, актор Руперт Френд).